# Santa María Tecanulco
Santa María Tecanulco är en ort i Mexiko, tillhörande kommunen Texcoco i delstaten Mexiko. Santa María Tecanulco ligger i den centrala delen av landet och tillhör Mexico Citys storstadsområde. Orten hade 2 773 invånare vid folkräkningen 2010.